# Emily Rios
Emily Clara Rios (Los Angeles, 27 aprile 1989) è un'attrice e modella statunitense.
È conosciuta soprattutto per il ruolo di Andrea Cantillo nella serie di AMC Breaking Bad. Nel 2013 interpreta la giornalista Adriana Mendez nella serie The Bridge. Nel 2018 partecipa come una dei 4 protagonisti nel ruolo di Lucía Villanueva nel telefilm drammatico in onda su FX chiamato Snowfall.

## Carriera
Inizia la sua carriera professionale nel cortometraggio del 2005 For Them e nel film del 2006 Quinceañera. Nel 2008, è apparsa nel film indipendente Vicious Circle. Ha anche avuto ruoli ricorrenti nella serie televisiva Friday Night Lights, Men of a Certain Age e Dal tramonto all'alba - La serie. 

## Filmografia

### Cinema
- Non è peccato - La Quinceañera (Quinceañera), regia di Richard Glatzer e Wash Westmoreland (2006)
- The Blue Hour, regia di Eric Nazarian (2007)
- The Winning Season, regia di James C. Strouse (2009)
- Love Ranch, regia di Taylor Hackford (2010)
- Che fine ha fatto Pete Smalls? (Pete Smalls Is Dead), regia di Alexandre Rockwell (2010)
- Big Mama - Tale padre, tale figlio (Big Mommas: Like Father, Like Son), regia di John Whitesell (2011)
- Paint It Black, regia di Amber Tamblyn (2016)
- Se la strada potesse parlare (If Beale Street Could Talk), regia di Barry Jenkins (2018)

### Televisione
- E.R. - Medici in prima linea (ER) - serie TV, 1 episodio (2007)
- The Closer - serie TV, 1 episodio (2008)
- Dr. House - Medical Division (House) - serie TV, episodio 5x08 (2008)
- Men of a Certain Age - serie TV, 12 episodi (2009-2011)
- Friday Night Lights - serie TV, 4 episodi (2010-2011)
- Breaking Bad - serie TV, 10 episodi (2010-2013)
- Private Practice - serie TV, 3 episodi (2012-2013)
- The Bridge - serie TV, 23 episodi (2013-2014)
- Almost Human - serie TV, 1 episodio (2013)
- Grimm - serie TV, (2014)
- Scandal - serie TV, 1 episodio (2015)
- True Detective - serie TV, 3 episodi (2015)
- Criminal Minds - serie TV, 1 episodio (2015)
- Dal tramonto all'alba - La serie (From Dusk till Dawn: The Series) - serie TV, 6 episodi (2015-2016)
- Snowfall - serie TV, 20 episodi (2017-in corso)

## Doppiatrici italiane
Nelle versioni in italiano delle opere in cui ha recitato, Emily Rios è stata doppiata da:
- Perla Liberatori in The Closer, Criminal Minds
- Benedetta Degli Innocenti in The Brdige, Snowfall
- Eva Padoan in Dr. House - Medical Division
- Chiara Gioncardi in Private Practice
- Katia Sorrentino in Scandal
- Federica De Bortoli in Breaking Bad